# Piotr Gonzaga Myszkowski
Piotr Gonzaga Myszkowski, właśc. Piotr Jan Myszkowski (ur. 16 lutego 1968) – polski malarz, performer, artysta sztuki nowoczesnej. 
Uczeń artysty plastyka, Ryszarda Fritza. Od 1991 do 2002 mieszkał i tworzył w Londynie. Po powrocie do Polski otworzył atelier  malarzy i poetów - Galerię Wielką w Poznaniu.
Od 2005 jest prezesem fundacji im. Maksymiliana Myszkowskiego (jego dziadka, fotografika), wspierającej młodą twórczość. Organizator cykli pt. l’air du temps.

## Wystawy
Wystawy indywidualne (Galeria Wielka, Poznań)
- 2003 – W imię miłości
- 2009 – Gold Edition
- 2009 – Garden for my Chateau London (Londyn)[5]
- 2012 – Flow[6]
- 2012 – Sacrebleu
- 2014 – Balance
- 2014 – Monsieur
- 2015 – W poszukiwaniu jakości[7]

Wystawy zbiorowe
- 2011 – l’air du temps
- 2013 – Touch (cykl l;air du temps)
- 2013 – Symfonia Wiosenna (cykl l;air du temps)